# Arxiu Departamental dels Pirineus Orientals
L'Arxiu Departamental dels Pirineus Orientals és un dipòsit documental format pel conjunt d'arxius històrics i administratius del Rosselló i la Cerdanya reunits d'ençà de la Revolució Francesa i organitzats metòdicament a partir de l'any 1910.

## Descripció general
Conté unes sèries històriques i administratives, alguns arxius municipals (Vinçà, Cotlliure, Oceja, Vernet, Ceret, Prats de Molló, Tuïr), inclòs el de Perpinyà (actualment en dipòsit), i els arxius hospitalaris. Entre les sèries històriques figuren els fons procedents de la procuració reial de Mallorca, dita després de Rosselló i de Cerdanya (845-1660), del Consell Sobirà del Rosselló (ss XVII i XVIII), de l'almirallat de Cotlliure (1691-1790) i de la intendència del Rosselló (1660-1790) i del País de Foix (1716-1784); de la Universitat de Perpinyà (1350-1790); un fons notarial (1261-1850); els fons del bisbat d'Elna (s. IX, 1790), d'abadies i priorats (Arles, Cuixà, Sureda, Sant Genís de Fontanes, Canigó, la Grassa, etc.) des del s. IX fins al 1790, i la col·lecció Fossà, de còpies documentals relatives al Rosselló i al Principat de Catalunya, molts originals de les quals són perduts.
Les sèries administratives interessen la història política, econòmica i social (del s. XVIII al xx). L'arxiu municipal de Perpinyà conté: títols i privilegis (des del segle xii fins al 1790); deliberacions del consolat (des del s. XV fins al 1789); comptes, imposicions (des del s. XV fins al 1789); béns (des del s. XVI fins al 1789), afers militars (des del s. XVII fins al 1789), de justícia, de policia (des del s. XV fins al 1789), d'agricultura, indústria i comerç (s. XVIII) i registres parroquials (1547-1789) Des del final del 1979 la documentació relativa al Rosselló i la Cerdanya és conservada en el nou edifici dels Arxius Departamentals, a tocar de la Universitat de Perpinyà Via Domícia.
La zona de dipòsit té una capacitat de 12.500 m lineals i disposa de les instal·lacions més modernes d'emmagatzematge i consulta (taller fotogràfic, sala de consulta, sala de tria i classificació, etc.).

## Publicacions
- Alart, Bernard. Inventaire-sommaire des Archives Dèpartementales antérieures a 1790, Pyrénées-Orientales. Archives civiles série B.C..  París: Paul Dupont, 1868.
- Alart, Bernard. Inventaire-sommaire des Archives Dèpartementales antérieures a 1790, Pyrénées-Orientales. Archives civiles série B..  París: Paul Dupont, 1886.
- Brutails, Auguste; Desplanque, Emile; Palustre, Bernard. Inventaire-sommaire des Archives Dèpartementales antérieures a 1790, Pyrénées-Orientales. Série G Archives ecclésiatiques.  Perpinyà: impr. de l'Indépendant, 1904.